# Lathyrus leucanthus
Lathyrus leucanthus är en ärtväxtart som beskrevs av Per Axel Rydberg. Lathyrus leucanthus ingår i släktet vialer, och familjen ärtväxter. Inga underarter finns listade i Catalogue of Life.